# ألكسندر سانت إيف دالفيدر
جوزيف ألكسندر سانت إيف، ماركيز دالفيدر (26 مارس 1842 - 5 فبراير 1909)، هو فيلسوف وكاتب فرنسي، ولد في باريس، تخصص في علوم السحر والفلك.